# Braia
Braia è una frazione del comune italiano di Pontremoli, nella provincia di Massa-Carrara.
Si trova a 700 metri d'altezza sulla provinciale che sale dalla città sino al Passo del Brattello.
Oggi Braia è una frazione completamente disabitata dopo la scomparsa di Teresa Pini, ultima abitante braiese morta all'età di 85 anni il 10 dicembre 2018.

## Monumenti e luoghi d'interesse
L'abitato è costituito da immobili in pietra con la tipica copertura a piagne; quest'ultimo è situato attorno alla chiesa di San Michele Arcangelo e rappresenta un esempio di architettura locale, caratterizzato da passaggi voltati e vie selciate.
Anche in questo borgo, come in altri della Lunigiana, troviamo figure apotropaiche dal volto umano: i facion o santi di chiocca.
Il patrimonio locale è rappresentato da due ponti, presumibilmente costruiti durante il primo conflitto mondiale: il primo è raggiungibile dal piccolo cimitero passando per una vecchia mulattiera; il secondo è percorribile passando per le praterie del paese.